# Os Passageiros do Vento
A acção de Os passageiros do Vento decorre no século XVIII, através das aventuras trágico cómicas de Isa, una nobre a quem foi roubada identidade, Hoel, um marinheiro francês preso em Inglaterra e libertado por Isa com ajuda da sua amiga e companheira de viagem Mary.
Num ambiente onde o mar e os navios da época são parte integrante da história, de uma forma muito documentada, os três vão percorrer a rota dos navios negreiros. Como parte de retrato fiel da vida a bordo, há momentos de grande intensidade sexual, retratados de forma bastante gráfica.

## Álbuns

### Em Portugal
Editados pela Meribérica/Liber, e distribuídos no Brasil pela Méribérica do Brasil:
- A Rapariga no Tombadilho -
- O Pontão -
- A Feitoria de Judá - 1988
- A Hora da Serpente -
- Ébano - 1984